# サテライト六戸
サテライト六戸（サテライトろくのへ）は、青森県上北郡六戸町にある競輪場外車券売場である。
本項では、併設されているオートレース場外車券売場施設であるオートレース六戸（オートレースろくのへ）についても記述する。

## サテライト六戸
サテライト六戸は2004年12月28日に開設された。青森競輪場の全開催と、全国の特別競輪、記念競輪、ナイター競走を含む一部のFI・FIIを最大1日4場発売している。

## オートレース六戸
オートレース六戸は施設の一部を改修して2015年12月23日に開設された。伊勢崎オートレース場の開催を中心に最大1日2場発売する。

## 施設
- 映像設備 
  - 55インチ*4 大画面マルチ液晶ディスプレイ - 1台
  - 65インチ液晶ディスプレイ - 3台
  - 60インチ液晶ディスプレイ - 26台
  - 50インチ液晶ディスプレイ - 24台
- 観覧席
  - 一般観覧席
  - 特別観覧席 - 40席
- レストラン
- キッズルーム

## 主な出来事
| 年     | 月   | 主なできごと                                               |                                                            |
| ------ | ---- | ---------------------------------------------------------- | ---------------------------------------------------------- |
| 2004年 | 12月 | 開業                                                       |                                                            |
| 2005年 | 3月  | 子供ぬり絵大会開催                                         |                                                            |
|        | 4月  | 広域消防団による火災訓練の会場として駐車場提供             |                                                            |
|        | 7月  | 子供七夕飾り開催（同伴父兄競輪教室）                       | フリーマーケット開催                                       |
|        |      | 障害者児童施設の手作りキーホルダー販売                     |                                                            |
|        | 9月  | 来場者数累計10万人突破                                     | 六戸祭 仮装行列参加                                        |
|        | 11月 | 六戸産業祭「メイプルフェスタ」に参加                       |                                                            |
|        | 12月 | サテライト六戸内に「大當神社」開設                         | 1周年イベント開催                                          |
|        |      | クリスマスケーキ抽選会                                     |                                                            |
| 2006年 | 5月  | 「大當神社」横にオミクジ入りガチャガチャ設置               | 来場者数累計20万人突破                                     |
|        | 8月  | サテライト六戸自主制作のTVCF開始                           |                                                            |
|        | 9月  | RAB放送「なまテレ」に当社スタッフ生出演                    |                                                            |
|        | 10月 | 周辺警察署にチャイルドシート200個寄付                      |                                                            |
|        | 12月 | 2周年イベント開催                                          | クリスマスケーキ抽選会                                     |
| 2007年 | 2月  | 来場者数累計30万人突破                                     |                                                            |
|        | 6月  | サッカーくじ「toto」販売開始                               | AED設置                                                    |
|        | 8月  | 駐車場にてラジコンレース大会開催                           |                                                            |
|        | 10月 | 十和田商店街「ストリートフェスタ」に青森選手会とともに参加 |                                                            |
|        | 12月 | クリスマスケーキ抽選会                                     |                                                            |
| 2008年 | 2月  | 当たり易い買い方を案内する「ご存じですか?」シリーズ掲出    | ダイドー&ニッカンのコラボ自動販売機を東北で初めて設置      |
|        | 4月  | 緑化対策として「サテライト庭園」開設                       |                                                            |
|        | 7月  | CO2対策として自販機の照明を消灯                            |                                                            |
|        | 8月  | 来場者数累計50万人突破                                     |                                                            |
|        | 12月 | 外部講師を招き「サービス向上研修」実施                     | 実況用50インチTV4台増設                                    |
|        |      | 地球温暖化対策「チームマイナス6%」表明                     |                                                            |
|        |      | サービスの拘りを「お気づきですか?」シリーズとして掲出      | クリスマスケーキ抽選会                                     |
| 2009年 | 2月  | 「スマイルスキャン」全国初導入                             |                                                            |
|        | 7月  | 六戸町に場内拾得金を寄付                                   |                                                            |
|        | 9月  | ドクターヘリ発着場に指定を受ける                           |                                                            |
|        | 10月 | 「支配人阪田のコンピュータ予想」場内配布開始               | 携帯版「支配人阪田のコンピュータ予想」配信開始 ※配信停止済 |
|        | 12月 | 5周年イベント開催                                          | クリスマスケーキ抽選会                                     |
| 2010年 | 1月  | 過去の開催結果をデータベース化したシステム稼働             |                                                            |
|        | 2月  | 払戻率の月次結果を掲出開始                                 |                                                            |
|        | 7月  | 金運モニュメント「金運こ」設置                             |                                                            |
|        | 8月  | 過去の出目偏差に基づく20面体サイコロ設置                   |                                                            |
|        | 10月 | 六戸町に場内拾得金寄付                                     |                                                            |
|        | 12月 | クリスマスケーキ抽選会                                     |                                                            |

| 年     | 月     | !主なできごと                                                              |                                                                                             |
| ------ | ------ | -------------------------------------------------------------------------- | ------------------------------------------------------------------------------------------- |
| 2011年 | 1月    | 元旦来場者に「金運こ」ストラップ配布                                       |                                                                                             |
|        | 3月    | 東日本大震災 M9震度6強 3月11日 14時46分                                    |                                                                                             |
|        | 10月   | 駐車場へ外灯を増設                                                         |                                                                                             |
|        | 11月   | 六戸町へ11日11時に111,111円を寄付                                          |                                                                                             |
|        | 12月   | 1階オッズモニターをブラウン管から液晶テレビへ                              | クリスマスケーキ抽選会                                                                      |
| 2012年 | 1月    | 元旦来場者に『金運こ(９色)』ストラップ配布                                 |                                                                                             |
|        | 5月    | 一般席に女性優先席・畳・一部椅子に簡易テーブル取り付け                     |                                                                                             |
|        | 6月    | やぐらへ50インチモニター取り付け                                           |                                                                                             |
|        | 7月    | 来場者数累計100万人突破                                                    |                                                                                             |
|        | 8月    | 駐車場北側に左折専用出口完成                                               |                                                                                             |
|        | 10月   | 青森競輪坂本勉カップへ協賛。発売場へ景品を提供                             | とわだ駒街道マラソン大会（十和田）に参加                                                    |
|        | 11月   | 六戸メイプルフェスタにて「競輪選手と学ぼう交通安全」実施                   | メイプルマラソン大会（六戸）に参加                                                          |
|        |        | 新しい特別席を食堂入り口付近へ設置                                         |                                                                                             |
|        | 12月   | クリスマスケーキ抽選会                                                     |                                                                                             |
| 2013年 | 1月    | お正月来場様へ干支、こづちキーホルダープレゼント                           | 東北で初めて重勝式端末の設置・発売開始                                                      |
|        |        | お客様向けコピー機を設置                                                   |                                                                                             |
|        | 2月    | 漫画コーナーを設置                                                         |                                                                                             |
|        | 4月    | 六戸消防署・六戸消防団・地元競輪選手協力のもと消火訓練実施                 |                                                                                             |
|        | 5月    | サテライト六戸敷地内に農園が誕生。食堂などで食材に使用される               |                                                                                             |
|        | 6月    | 車椅子での観覧スペースを設置                                               |                                                                                             |
|        | 7月    | タブレットＰＣ２台設置                                                     |                                                                                             |
|        | 9月    | 第１回清掃活動（県道２０号線）                                             | おむつ交換用ベビーベット設置                                                                |
|        |        | ハズレ車券専用投票箱設置                                                   |                                                                                             |
|        | 10月   | 第２回清掃活動（県道２０号線）                                             | とわだ駒街道マラソン大会（十和田）に参加                                                    |
|        |        | １階特別席を食堂入り口付近から投票所右側へ移動                             |                                                                                             |
|        | 11月   | 傘のレンタル開始                                                           | 恐山駅伝大会（むつ）に参加                                                                  |
|        |        | 六戸メイプルフェスタ「マラソン大会」に地元競輪選手と参加                   |                                                                                             |
|        |        | 六戸メイプルフェスタにて「メイプルKEIRINグランプリ2013」開催               |                                                                                             |
|        | 12月   | 2台目の除雪車を納車                                                        | 第３回清掃活動（県道２０号線）                                                              |
|        |        | クリスマスケーキ抽選会                                                     |                                                                                             |
| 2014年 | 1月    | お正月来場様へ干支ストラップ・招福大黒シールプレゼント                     |                                                                                             |
|        | 3月    | 手作りパッチワーク展開催                                                   |                                                                                             |
|        | 4月    | 第４回清掃活動（県道２０号線）                                             | お客様感謝デーお菓子プレゼント                                                              |
|        |        | ホタテ駅伝大会（野辺地）に参加                                             |                                                                                             |
|        | 5月    | 平成23年11月以降の拾得金を六戸町役場へ寄付                                 |                                                                                             |
|        | 6月    | 第５回清掃活動（県道２０号線六戸館野公園方面）                             |                                                                                             |
|        | 7月    | 第６回清掃活動（向山駅方面）                                               |                                                                                             |
|        | 8月    | 場内実況モニターを５０インチから６０インチに変更（４カ所）                 | 第７回清掃活動（県道２０号線三沢方面）                                                      |
|        | 9月    | サテライト六戸10周年記念展示物産展開催                                     | 第８回清掃活動（六戸役場方面）                                                              |
|        | 10月   | 駐車場にウォーキングコース完成                                             | 第９回清掃活動（七百方面）                                                                  |
|        |        | 出入口看板の変更                                                           | とわだ駒街道マラソン大会（十和田）に参加                                                    |
|        | 11月   | 日刊記者による競輪予想会                                                   | 六戸メイプルタウンフェスタ「メイプルKEIRINグランプリ2014」開催                              |
|        |        | メイプルマラソン大会（六戸）に参加                                         | ＡＴＭ設置                                                                                  |
|        |        | 体組成計「インボディ」設置                                                 |                                                                                             |
|        | 12月   | コインロッカー設置                                                         | クリスマスケーキ抽選会                                                                      |
|        |        | 年末お宝大抽選会                                                           | 「青森県健やか力向上企業等連携」協定を締結                                                  |
| 2015年 | 1月    | 干支ストラップを来場者にプレゼント                                         | 年始お宝抽選会                                                                              |
|        | 2月    | 第１０回清掃活動実施（大曲駅方面）                                         |                                                                                             |
|        | 3月    | 第１１回清掃活動実施（七百方面）                                           |                                                                                             |
|        | 4月    | 第１２回清掃活動実施（六戸役場方面）                                       | ペットボトルキャップの回収を開始                                                            |
|        | 5月    | ゆうパックの取り扱い、切手・はがき・印紙の販売開始                         | 第１３回清掃活動実施（大曲駅方面）                                                          |
|        |        | うみねこ大会（八戸）に参加                                                 |                                                                                             |
|        | 6月    | 全従業員 普通救命講習修了                                                  | いちょうマラソン大会（おいらせ）に参加                                                      |
|        |        | 第１４回清掃活動実施（向山駅方面）                                         |                                                                                             |
|        | 7月    | 駐車場舗装工事実施                                                         | 第１５回清掃活動実施（大曲駅方面）                                                          |
|        | 8月    | クリーニング取次開始                                                       |                                                                                             |
|        | 9月    | サテライト六戸マラソン部「第25回中世の里マスターズ駅伝」優勝               | 第１６回清掃活動実施(七百方面)                                                              |
|        | 10月   | 函館競輪抽選会実施                                                         | 第１７回清掃活動実施(大曲駅方面)                                                            |
|        |        | とわだ駒街道マラソン大会（十和田）に参加                                   |                                                                                             |
|        | 11月   | 六戸メイプルタウンフェスタ「メイプルKEIRINグランプリ2015」開催             | メイプルマラソン大会（六戸）に参加                                                          |
|        |        | 第１８回清掃活動実施(六戸役場方面)                                         |                                                                                             |
|        | 12月   | オートレース六戸オープン                                                   | 伊勢崎オートレースMC中林久美子氏による予想会＆説明会                                        |
|        |        | オートレース六戸オープン記念ミニLEDライトを来場者にプレゼント              | オートレース六戸オープン記念万歩計をオートレース車券購入者にプレゼント                      |
|        |        | クリスマスケーキ抽選会                                                     | 競輪カレンダー抽選会                                                                        |
|        |        | 年末年始大抽選会                                                           |                                                                                             |
| 2016年 | 1月    | 干支ストラップを来場者にプレゼント                                         | 財布用ミニお守りを来場者にプレゼント                                                        |
|        | 3月    | フリーWi-fi設置                                                            | 第１９回清掃活動実施(大曲駅方面）                                                           |
|        | 4月    | 熊本地震 義援金募金実施                                                    | 第２０回清掃活動（向山駅方面）                                                              |
|        | 5月    | 第２１回清掃活動実施(県道20号線）                                          | うみねこマラソン大会（八戸）に参加                                                          |
|        | 6月    | いちょうマラソン大会（おいらせ）に参加                                     | 高松宮記念杯GⅠ 名古屋グルメフェア開催                                                       |
|        |        | ロード看板リニューアル                                                     | 第２２回清掃活動実施（六戸町役場）                                                          |
|        | 7月    | 第２３回清掃活動実施（寺下方面）                                           | 特別観覧席回数券・ポイントカード実施                                                        |
|        |        | サマーナイトフェスティバルGⅡ 川崎お祭りフェア開催                          | １８日、県民局にて給水塔付近交差点にガードレールと看板設置                                  |
|        |        | 特別観覧席回数券・ポイントカード実施                                       |                                                                                             |
|        | 8月    | 第24回清掃活動実施（向山駅方面）                                           |                                                                                             |
|        | 9月    | 中世の里マスターズ駅伝（浪岡）参加                                         | ２４日、オートレーサー 中野光公選手 北爪勝義選手 猿谷敦史選手 藤本梨恵選手 来場イベント開催 |
|        |        | 第２５回清掃活動実施(七百方面)                                             |                                                                                             |
|        | 10月   | とわだ駒街道マラソン大会（十和田市）参加                                   | メイプルマラソン大会（六戸町）参加                                                          |
|        |        | オートレーサー 森且行選手来場イベント開催                                  | 六戸メイプルフェスタにて「メイプルKEIRINグランプリ」開催                                    |
|        | 12月   | 第25回清掃活動実地（県道20号三沢方面）                                     | りんご即売会開催                                                                            |
|        |        | クリスマスケーキ抽選会                                                     | 競輪＆オートレース年末大抽選会                                                              |
| 2017年 | 1月    | 干支ストラップを来場者にプレゼント                                         | 銭洗弁財天お清め硬貨及びを来場者にプレゼント                                                |
|        |        | 日刊スポーツ記者による予想会実施                                           | ペットボトルキャップを【一般社団法人エコねっと】へ寄付                                      |
|        | 2月    | オート実況モニターを50インチから65インチに変更（1カ所）                    |                                                                                             |
|        | 3月    | 伊勢崎オートレースMC中林久美子氏による予想会                               | 第26回清掃活動実施（向山駅方面）                                                            |
|        | 4月    | 給水器の設置                                                               | 出走表のリニューアル                                                                        |
|        |        | 第27回清掃活動実施（役場方面）                                             |                                                                                             |
|        | 5月    | 館内紹介 Googleストリートビュー導入                                        | 第36回八戸うみねこマラソン（八戸市）参加                                                    |
|        |        | 第27回よこはま菜の花マラソン（横浜町）参加                                 |                                                                                             |
|        | 6月    | 地元応援の一環として、地元選手3名とのスポンサー契約締結                    | 第28回清掃活動実施（寺下方面）                                                              |
|        |        | 第32回いちょうマラソン（おいらせ町）参加                                   |                                                                                             |
|        | 7月    | 第26回AOMORIマラソン（青森市）参加                                         | 天間林中学校マラソン大会 ゲストランナーとして参加                                           |
|        |        | 第2回十和田湖マラソン（十和田市）参加                                      |                                                                                             |
|        | 8月    | ボランティア活動推進イベントとして、献血を実施                             |                                                                                             |
|        | 9月    | オートレース解説、予想会イベント開催                                       | 場内設備 改装工事を実施                                                                     |
|        |        | 第27回中世の里マスターズ駅伝参加                                           | 第13回つがる地球村一周マラソン参加                                                          |
|        |        | 第29回清掃活動実施（向山駅方面）                                           |                                                                                             |
|        | 10月   | 第15回 弘前・白神 アップルマラソン参加                                     | 第22回とわだ駒街道マラソン大会                                                              |
|        |        | 十和田地域広域事務組合消防本部、六戸消防団、大曲町内会との合同消防訓練実施 | 第30回清掃活動実施（館野公園）                                                              |
|        | 11月   | 第28回恐山往復駅伝競走大会 参加                                            | メイプルマラソン2017 にて「メイプルKEIRINグランプリ」開催                                   |
|        |        | 第31回清掃活動実施(施設前道路 寺下・役場方面)                              |                                                                                             |
|        | 12月   | 記者をゲストに迎えてのオートレース予想会を実施                             | クリスマスケーキ(地元店作成)抽選会                                                          |
|        |        | 競輪GP・オートレーススーパースターフェスタの年末大抽選会を実施             |                                                                                             |
| 2018年 | 1月    | 干支根付・幸福飴を来場者プレゼント                                         |                                                                                             |
|        | 3月    | 短命県返上活動 命と暮らしの総合相談会開催                                  | MC鳥谷部咲子氏協力 外国人向け競輪初心者教室イベント開催                                     |
|        |        | MC垰口美穂子氏によるオートレース予想会開催                                 | 飯塚オート荒尾聡氏、勝利の女神3代目AKI氏によるトークショー＆予想会開催                      |
|        | 4月    | 第32回清掃活動実施（向山駅方面）                                           | 第34回うぐいすマラソン大会（南部町）参加                                                    |
|        | 5月    | 第37回八戸うみねこマラソン大会（八戸市）参加                               | 第28回よこはま菜の花マラソン大会（横浜町）参加                                              |
|        | 6月    | 第27回階上つつじマラソン大会（階上町）参加                                 | 第33回おいらせ町いちょうマラソン大会（おいらせ町）参加                                      |
|        | 7月    | 椎名佐千子（演歌歌手）氏による歌謡ショーイベント開催                       |                                                                                             |
|        |        | 第3回十和田湖マラソン（十和田市）大会参加                                  | 第33回わかさぎマラソン（東北町）大会参加                                                    |
|        | 8月    | ボランティア活動推進イベントとして、献血を実施                             | 第33回清掃活動実施（六戸町役場・寺下方面）                                                  |
|        | 9月    | 伊勢崎オートレースMC中林久美子氏による予想会開催                           | auショップ共催スマホ・タブレット教室開催                                                    |
|        |        | 第28回中世の里マスターズ駅伝競走大会（青森市浪岡）参加                     |                                                                                             |
|        | 10月   | auショップ共催スマホ・タブレット教室開催                                   |                                                                                             |
|        | 11月   | ぶらっとなんでも相談会開催                                                 | メイプルマラソン大会（六戸町）参加                                                          |
|        |        | 第30回恐山駅伝競走大会参加                                                 | 六戸メイプルフェスタにて「メイプルKEIRINグランプリ」開催                                    |
|        |        | オートレース予想会（MC内野久照氏）Live視聴イベント開催                     | 現役選手３名来場 トークショー（MC垰口美穂子氏）開催                                         |
|        |        | オートレース予想会（MC矢尾明子氏）Live視聴イベント開催                     |                                                                                             |
|        | 12月   | 地域振興 クリスマスケーキ(地元店作成)抽選会                                |                                                                                             |
|        |        | 防災活動 消火・消防訓練を実施                                              | 競輪・オートレース 優勝者当てイベント開催                                                   |
|        |        | オートレース予想会（MC照沼杏菜氏）Live視聴イベント開催                     |                                                                                             |
| 2019年 | 1月    | 来場者への年賀プレゼント配布を実施                                         | オートレース予想会（MC内野久照氏）Live視聴イベント開催                                      |
|        | 2月    | オートレース予想会（MC内野久照氏）Live視聴イベント開催                     | 来場者へ福豆プレゼント配布実施                                                              |
|        |        | 来場者へバレンタインプレゼント実施                                         |                                                                                             |
|        | 4月    | 施設内照明 照度倍増 LED化工事実施                                          | 第35回うぐいすマラソン大会参加                                                              |
|        |        | 第35回清掃活動実施                                                         | 野辺地ホタテ駅伝大会参加                                                                    |
|        |        | 大型連休イベント第一弾 9連単大的中イベント開催                             | 元号変更スタンプラリーイベント 平成Ver開催                                                  |
|        | 5月    | 大型連休イベント第二弾 9連単的中旅行イベント開催                           | 元号変更スタンプラリーイベント 令和Ver開催                                                  |
|        |        | 第29回夜越山クロスカントリー参加                                           | 第38回うみねこマラソン大会参加                                                              |
|        |        | 第29回横浜菜の花マラソン大会参加                                           | 第8回走れメロスマラソン参加                                                                 |
|        | 6月    | 三本木智子（演歌歌手）氏による歌謡ショーイベント開催                       | 第24回平川市たけのこマラソン参加                                                            |
|        |        | 第34回おいらせ町いちょうマラソン参加                                       | 第36回清掃活動実施（六戸町役場方面）                                                        |
|        |        | 第12回青森県民スポーツ・レクリエーション祭参加                             | 天間林中学校マラソン大会 ゲストランナーとして参加                                           |
|        | 7月    | 現役選手２名来場 「ちゃりたま」遊戯イベント開催                            | 第38回ＡＯＭＯＲＩマラソン参加                                                              |
|        |        | 第34回わかさぎマラソン参加                                                 |                                                                                             |
|        | 8月    | オールスター競輪 1着当てイベント開催                                       | オートレーサー来場イベント 鈴木圭一郎 選手トークショー開催                                  |
|        |        | 龍飛・義経マラソン2019 参加                                                |                                                                                             |
|        | 9月    | 第37回清掃活動実施（寺下方面）                                             | 第29回 中世の里マスターズ駅伝大会                                                           |
|        |        | 第1回 六ケ所エネルギーパークマラソン大会参加                               | 第15回 つがる地球村マラソン大会参加                                                         |
|        |        | 第17回 弘前・白神アップルマラソン大会参加                                  |                                                                                             |
|        | 10月   | 第38回 清掃活動実施（館野公園）                                            | オートレース予想会（MC AKIさん）inサテライト宇土 Live視聴                                   |
|        | 11月   | メイプルフェスタに参加 「メイプルKEIRINグランプリ」開催                    | 競輪・オートVR体験、「ちゃりたま」大会実施                                                  |
|        |        | オートレース予想会（MC 中林久美子さん）inサテライト男鹿 Live視聴           |                                                                                             |
|        | 12月   | 防犯対策 十和田警察署協力 強盗想定実働防犯訓練実施                         | 場内改善 レース用場内モニター大型化実施                                                     |
|        |        | 場内改善 施設ドアバリアフリー改装                                          | 開設15周年記念月間イベント実施                                                              |
|        |        | レジェンドトークショー（坂本勉さん、神山雄一郎さん）を実施                 | Twitter Instagram リニューアル                                                              |
|        |        | 来場者への年末ありがとうプレゼント配布を実施                               |                                                                                             |
| 2020年 | 1月    | 来場者への年賀プレゼント配布を実施                                         |                                                                                             |
|        | 2月    | フォーメーション導入とマークカード改善                                     | 情報の多様性提供強化 予想コーナー設立                                                       |
|        |        | コロナウイルス拡大防止対策実施                                             | コロナウイルス感染拡大防止要請に応じ、期間限定休館を開始                                    |
|        | 3～5月 | コロナウイルス対策情報収集・設備を準備                                     |                                                                                             |
|        | 6月    | 政府主導の慎重な経済活動再開に応じ、営業を再開                             |                                                                                             |
|        | 9月    | 新聞記者による青森競輪予想会開催                                           |                                                                                             |
|        | 10月   | 中林久美子さん（ＭＣ）によるオートレース予想会開催                         | 六戸町役場協力 ぶらっとなんでも相談会開催                                                   |
|        |        | 広報強化 ＦＭ青森にてラジオ放送開始                                        |                                                                                             |
|        | 12月   | 吉井秀仁氏、坂本勉氏両名による競輪予想会イベント開催                       | 来場者への年末ありがとうプレゼント配布を実施                                                |

| 月   | 主なできごと                                                     |                                                       |
| ---- | ---------------------------------------------------------------- | ----------------------------------------------------- |
| 1月  | 来場者への年賀プレゼント配布を実施                               |                                                       |
| 2月  | オートレース予想会（MC 沢朋之さん）Live視聴                      |                                                       |
| 4月  | 第41回清掃活動実施（寺下方面）                                   | オートレースLive予想会（MC 沢朋之さん）開催           |
| 5月  | オートレースLive予想会（MC 沢朋之さん）開催                      | 第31回夜越山クロスカントリー大会参加                  |
| 6月  | オートレースYoutube Live予想会（MC 中林久美子さん）開催          | 第14回青森県民スポレク祭マスターズ陸上大会参加        |
|      | 第42回清掃活動実施（向山駅方面）                                 |                                                       |
| 7月  | オートレースYoutube Live予想会（MC沢朋之さん）開催               | サマーナイトフェスティバル ノンアルコール解禁イベント |
|      | 国民体育大会陸上競技青森県選手選考会参加                         |                                                       |
| 8月  | 第35回青森マスターズ陸上競技選手権大会参加                       | 第42回清掃活動実施（六戸町役場方面）                  |
| 10月 | 第43回清掃活動実施（館野公園）                                   | 地産地消出展ブース（ごぼうproject）イベント実施       |
| 11月 | 利便性向上 施設内リニューアル実施                                | オートレースLive予想会（MC 沢朋之さん）開催           |
| 12月 | オートレース選手（猿谷敦史さん 三浦康平さん 早川清太郎さん）来場 | オートレース予想会開催（MC 中林久美子さん）開催       |
|      | オートレースLive予想会（MC 沢朋之さん）開催                      | クリスマスケーキプレゼント抽選会実施                  |

| 月   | 主なできごと                                         |                                                      |
| ---- | ---------------------------------------------------- | ---------------------------------------------------- |
| 1月  | 来場者への年賀プレゼント配布を実施                   | オートレースLive予想会（MC 沢朋之さん）定期開催開始  |
| 2月  | 利便性向上 施設内実況用モニター数増加                |                                                      |
| 3月  | 吉井秀仁氏、坂本勉氏両名による競輪予想会イベント開催 |                                                      |
| 4月  | 第45回清掃活動実施（寺下方面）                       | 2022あおもり桜マラソン参加                           |
|      | 地域振興 JKA補助事業に係る交付式典開催（会場提供）   | オートレーサー野本佳章さん トークショー              |
| 5月  | 第32回夜越山クロスカントリー大会参加                 | 青森県春季陸上大会参加                               |
| 6月  | Auショップ 出張携帯の困った解決イベント開催          | 第37回おいらせ町いちょうマラソン大会参加             |
| 7月  | Docomoショップ 出張携帯の困った解決イベント開催      | 吉井秀仁氏、坂本勉氏両名による競輪予想会イベント開催 |
| 8月  | サテライトThanksYouキャンペーン大抽選会実施          | Docomoショップ 出張携帯の困った解決イベント開催      |
|      | 第46回清掃活動実施（向山方面）                       |                                                      |
| 9月  | 地域振興 サテライト六戸秋祭り開催                    | 地域振興 キッチンカー祭り                            |
|      | プロスポーツ新聞記者による競輪予想会                 | 近隣出身演歌歌手（三本木智子氏）歌謡ショー           |
|      | 南部手踊り（木村社中 月美会）ショー                  | AUショップ 出張イベント開催                          |
|      | 第1回 浅虫リレーマラソン参加                         | 第4回 六ケ所エネルギーパークマラソン参加             |
| 10月 | 六戸町役場協力 ぶらっとなんでも相談会開催            | サテライト六戸秋祭り キッチンカー祭り開催            |
|      | Docomoショップ 出張携帯の困った解決イベント開催      | 第20回 弘前白神アップルマラソン参加                  |
|      | 第27回 とわだ駒街道マラソン参加                      |                                                      |
| 11月 | ハーフリレーマラソン＠ろっかしょ2022参加             | 第47回清掃活動実施                                   |
|      | Docomoショップ 出張携帯の困った解決イベント開催      | オートレース予想会開催（MC 中林さん 近藤さん）開催   |
| 12月 | 六戸町協力 QOL健診inサテライト六戸開催               | 利便性向上 2*2大画面実況モニター設置                 |
|      | Docomoショップ 出張携帯の困った解決イベント開催      | スポンサー選手グランプリ出場応援イベント開催         |

| 月   | 主なできごと                                            |                                                         |
| ---- | ------------------------------------------------------- | ------------------------------------------------------- |
| 1月  | 六戸町協力 QOL健診inサテライト六戸開催                  | 来場者への年賀プレゼント配布を実施                      |
|      | オートレースLive予想会（MC 沢さん）年間毎月開催開始     | AUショップ 出張携帯教室イベント開催                     |
|      | Docomoショップ 出張携帯の困った解決イベント開催         | 新山響平選手 競輪祭優勝報告会実施                       |
| 2月  | AUショップ 出張携帯教室イベント開催                     |                                                         |
| 3月  | 地域振興 おいらせグリーン告知イベント                   |                                                         |
| 4月  | 第48回清掃活動実施                                      | 青森さくらマラソン参加                                  |
|      | AUショップ 出張イベント開催                             | Docomoショップ 出張携帯の困った解決イベント開催         |
|      | 顔認証自動販売機(ダイドー×NEC) 東北6県内初設置イベント  |                                                         |
| 5月  | 地域振興 おいらせグリーン参加                           | 深谷和広選手 家族で突発来場イベント開催                 |
|      | 六ケ所リレーマラソン＠2023桜 参加                       | 第32回はしかみつつじマラソン参加                        |
|      | 第42回 八戸うみねこマラソン大会参加                     | AUショップ 出張イベント開催                             |
|      | マネードクター 出張相談イベント開催                     | 防犯協力体制構築 十和田警察署長訪問                     |
| 6月  | Docomoショップ 出張携帯の困った解決イベント開催         | AUショップ 出張似顔絵イベント開催                       |
|      | 2023おいらせ町いちょうマラソン大会参加                  | 第49回清掃活動実施                                      |
| 7月  | プロスポーツ記者競輪予想会イベント開催                  | 吉井秀仁氏、坂本勉氏両名による競輪予想会イベント開催    |
|      | 高橋朋恵選手 トークショー開催                           | BS吉本 自転車でイイとこ行ってみようサテライト六戸回放送 |
|      | 吉本お笑いスペシャルライブ開催                          | オートレース青山周平選手・大月渉選手来場イベント        |
| 9月  | 第5回六ケ所エネルギーパークマラソン参加                 | 青森マスターズ陸上参加                                  |
|      | はちのへホコテンへ参加 チャリたま出店                   | 場外サテライトキャンペーン抽選会実施                    |
| 10月 | 第21回アップルマラソン参加                              | 第38回わかさぎマラソン大会参加                          |
|      | 第28回とわだ駒街道マラソン参加                          | AUショップ 出張携帯教室・似顔絵イベント開催             |
|      | Docomoショップ 出張携帯の困った解決イベント開催         | 小原佑太選手 アジア大会金メダル報告会実施               |
|      | 吉井秀仁氏、坂本勉氏両名による競輪予想会イベント開催    | 第50回清掃活動実施                                      |
|      | サテライト六戸秋祭り実施                                |                                                         |
| 11月 | メイプルフェスタ参加                                    | 六ケ所リレーマラソン参加                                |
|      | 松浦悠士選手・小林莉子選手来場 トークショーイベント開催 | Docomoショップ 出張携帯の困った解決イベント開催         |
| 12月 | メイプルフェスタ参加                                    | 六ケ所リレーマラソン参加                                |

| 月   | 主なできごと                                            |                                                        |
| ---- | ------------------------------------------------------- | ------------------------------------------------------ |
| 1月  | 来場者への年賀プレゼント配布を実施                      | オートレースLive予想会（MC 沢さん）年間毎月開催開始    |
|      | Docomoショップ 出張携帯の困った解決イベント開催         |                                                        |
| 2月  | 出張販売 移動パン屋GRIMM来場                            | Docomoショップ 出張携帯の困った解決イベント開催        |
| 3月  | Docomoショップ三沢店 出張携帯の困った解決イベント開催   | 場外サテライトキャンペーン抽選会実施                   |
|      | 六戸町役場協力 ぶらっと相談会開催                       | 地域振興 健康促進 骨密度計測検査イベント実施           |
| 4月  | 地域振興 健康促進 骨密度計測検査イベント実施2回目 3回目 | あおもり桜マラソン大会参加                             |
|      | 第51回清掃活動実施                                      | 販促 20周年記念 駐車場整備実施                         |
| 5月  | 夜越山クロスカントリー大会参加                          | 地域振興 八戸フェスティバル参加                        |
|      | 階上つつじマラソン大会参加                              | 横浜菜の花マラソン大会参加                             |
|      | 八戸うみねこマラソン大会参加                            | 地域振興 十和田警察署長訪問                            |
|      | 業界促進 同20周年ST石狩応援イベント                     |                                                        |
| 6月  | BS吉本 自転車でイイとこ行ってみようST六戸イベント       | 青山周平選手トークショー、MC近藤さん予想会イベント     |
|      | 地域振興 八戸ヴァンラーレ出張イベント出店               | おいらせ町いちょうマラソン大会参加                     |
| 7月  | プロスポーツ新聞記者による競輪予想会                    |                                                        |
| 8月  | 深谷知広選手来場 トークショーイベント                   |                                                        |
| 9月  | 佐藤摩弥・片野利沙 両選手来場イベント                   | 場外サテライトキャンペーン抽選会実施                   |
|      | つがる地球村マラソン参加                                |                                                        |
| 10月 | わかさぎマラソン参加                                    | とわだ駒街道マラソン参加                               |
|      | 弘前白神アップルマラソン参加                            | ST六戸×フランスベッドコラボ 医療矯正体験イベント開催   |
| 11月 | メイプルフェスタ参加(予定)                              | 吉井秀仁氏、坂本勉氏両名による競輪予想会イベント       |
| 12月 | サテライト男鹿周年イベント協力                          | オートレーサー新井日和選手来場トークショーイベント開催 |
|      | X’masケーキ抽選会実施                                   | 28日サテライト六戸開設20周年日 記念品配布              |
|      | 29日年末グランプリ抽選会第1弾開催                       | 30日年末グランプリ抽選会第2弾開催                      |
|      | 31日年末スーパースター抽選会開催                        |                                                        |

| 月  | 主なできごと                                    |                                                 |
| --- | ----------------------------------------------- | ----------------------------------------------- |
| 1月 | 来場者への年賀プレゼント配布を実施              | Docomoショップ 出張携帯の困った解決イベント開催 |
|     | AUショップ 出張イベント開催                     | 地域振興異文化交流 正月餅つき体験 開場協力      |
| 2月 | Docomoショップ 出張携帯の困った解決イベント開催 | AUショップ 出張イベント開催                     |
|     | 新山響平・荒川ひかり 両選手トークショー実施     | 場外サテライトキャンペーン抽選会実施            |
| 3月 | Docomoショップ 出張携帯の困った解決イベント開催 | AUショップ 出張イベント開催                     |
|     | 六戸町役場協力 ぶらっと相談会開催               |                                                 |
| 4月 | 地域貢献 清掃活動実施                           | 2025青森さくらマラソン参加                      |
| 5月 | 夜越山クロスカントリー参加                      | 八戸フェスティバル参加                          |
|     | 第35回よこはま菜の花マラソン参加                | 44回八戸うみねこマラソン参加                    |
|     | 青森マスターズ陸上競技選手権参加                | AUショップ 出張イベント開催                     |

## アクセス
- 青い森鉄道線・向山駅より徒歩20分、三沢駅より車で10分
- 国道45号または青森県道10号三沢十和田線を経由し、青森県道20号八戸三沢線沿い。
- 第二みちのく有料道路・三沢十和田下田ICから車で5分
- 三沢空港から車で20分